# Marasmius splachnoides
Marasmius splachnoides är en svampart som först beskrevs av Jens Wilken Hornemann, och fick sitt nu gällande namn av Elias Fries 1838. Marasmius splachnoides ingår i släktet Marasmius och familjen Marasmiaceae.   Inga underarter finns listade i Catalogue of Life.